# Інженер-флагман флоту
Інженер-флагман флоту  (лат. ingenium — «здібність», «винахідливість», та нід. vlagman, від нід. vlag — прапор та нід. man — людина) — найвище військове звання вищого начальницького інженерного складу у Робітничо-селянському Червоному флоті СРСР з 1935 до 1940.
У 1935-1940 роках еквівалентом звання серед командного складу було: у сухопутних силах звання командарм 2 рангу, у ВМС флагман флоту ІІ рангу. Серед військово-технічного складу РСЧА відповідним званням було армінженер.
Інженер-флагман флоту був вище за рангом ніж інженер-флагман І рангу.

## Історія використання

### 1935-1940
22 вересня 1935 року, при введенні персональних військових звань, для начальницького складу військово-технічного складу РСЧА (та Морських Сил РСЧА), були введені окремі звання, які відрізнялися від загальновійськових. Еквівалентом звань командного складу «командарм 2 рангу» (сухопутні сили), та «флагман флоту ІІ рангу», було звання військово-технічного складу «армінженер» в сухопутних силах та «інженер-флагман флоту» в військово-морських силах. 

### 1940
Указами Президії Верховної Ради СРСР від 7 травня 1940 «Про встановлення військових звань вищого командного складу Червоної Армії» (рос. «Об установлении воинских званий высшего командного состава Красной Армии») та «Про встановлення військових звань вищого командного складу Військово-Морського Флоту» (рос. «Об установлении воинских званий высшего командного состава Военно-Морского Флота») вводилися генеральські та адміральські звання для вищого командного складу. Крім того цими указами встановлювалися нові звання для інженерів корабельної служби, які дорівнювалися до звань командного складу (в сухопутних силах технічно-інженерний склад залишив свої звання до 1942/43 років). Еквівалент звання «армінженер» серед корабельного інженерного складу став відсутнім. 

## Знаки розрізнення
Згідно з главою 4 наказу про введення персональних військових звань, інженер-флагман І рангу та відповідні порівняні до нього за рангом звання ВМС мали за знаки за знаки розрізнення чотири стрічки (одну широку вище якої розміщувалася три середні).
Командний склад , військово-політичний та військово-технічний склад мали стрічки жовтого (золотого) кольору, інший начальницький склад білого (срібного) кольору. Колір між стрічками командний склад мав кольору мундиру, начальницький склад кольору служби. 

## Співвідношення
| Рід військ                                      | Відповідне звання / посада |
| Командний склад                                 | Командний склад |
| ----------------------------------------------- | --- |
| Народний комісаріат внутрішніх справ            | Комісар державної безпеки 2-го рангу, введене постановою ЦВК та РНК СРСР від 7 жовтня 1935 року (військовослужбовці прикордонних та внутрішніх військ НКВС мали військові звання, які вживалися в РСЧА) Директор міліції |
| Військово-морський флот                         | Флагман флоту ІІ рангу |
| Начальницький склад                             | |
| Військово-технічний склад                       | Армінженер |
| військово-політичний склад усіх родів військ    | Армійський комісар 2-го рангу |
| військово-господарський склад усіх родів військ | Армінтендант |
| військово-юридичній склад усіх родів військ     | Армвоєнюрист |
| військово-медичний склад усіх родів військ      | Армврач |
| військово-ветеринарний склад усіх родів військ  | Армветврач |